# Felice Grondona
Felice Grondona (Milano, 4 settembre 1821 – Lesmo, 21 agosto 1902) è stato un imprenditore italiano.

## Biografia
Il padre, Benedetto, sellaio, dal 1814 aveva avviato con successo la costruzione di carrozze in un piccolo opificio annesso all'abitazione nell'animato quartiere di porta Ticinese a Milano. Dopo le scuole elementari, Grondona frequenta un corso destinato alla formazione del “perfetto negoziante” nel quale gli allievi apprendono materie quali statistica, diritto cambiario e ragioneria. 
Terminati gli studi, nel 1837 inizia a fare pratica in una ditta milanese attiva nel commercio di banca e seta, la Carmagnola, Maggi e Warchez. Quattro anni più tardi l'improvvisa morte del fratello Luigi lo costringe ad abbandonare la carriera commerciale e ad entrare nella ditta paterna. Tale decisione non rescinde i legami con il “ceto commerciante” allacciati nella precedente attività. Nel 1843, a conferma di una condizione di relativa agiatezza, Felice sposa Matilde Noseda, discendente da una solida famiglia di negozianti, il cui sostegno si sarebbe rivelato prezioso per lo sviluppo della sua attività industriale.
A partire dalla seconda metà degli anni trenta del XIX secolo, nel Regno Lombardo-Veneto, come in altri Stati italiani, si discute di strade ferrate: si elaborano progetti, nascono le prime società per azioni, si investono capitali in avventurose speculazioni, e finalmente, dopo molte parole, si dà avvio alla costruzione dei primi tronchi di ferrovia. Mentre l'attenzione del Governo e della pubblica opinione si concentra sulla linea Milano-Venezia, nel 1840 viene inaugurata la strada ferrata tra Milano e Monza. È un inizio in tono minore, ma sufficiente a far nascere in Grondona l'idea di cimentarsi nella costruzione di vagoni e carri ferroviari. Il progetto si concretizza qualche anno più tardi con la costruzione dei primi vagoni all'americana di II e III classe per la società della Milano-Como e con la consegna di 26 vagoni a 72 posti, oltre ai carri merci, alla I.R. Strada Ferrata Ferdinandea.
La vecchia sede dell'attività di famiglia, dove intanto prosegue la costruzione delle carrozze, si rivela ben presto inadeguata alle nuove necessità. Pertanto nel novembre 1846, Benedetto Grondona, che solo nel 1849 porrà in ditta anche il nome del figlio, in società con altri due fabbricanti di carrozze, Luigi Boncinelli e Giovanni Clerici, acquista un terreno lungo il naviglio della Martesana, non distante dalla stazione ferroviaria della Milano-Como, per costruirvi uno stabilimento dedicato alla «fabbricazione di vagoni di strade ferrate, carrozze, ed altri generi delle loro produzioni». L'impresa, con i suoi 160 operai, si stacca nettamente dai molti laboratori presenti all'interno delle mura cittadine, sia per le dimensioni, sia per l'organizzazione interna.
Le favorevoli aspettative che avevano indotto i tre soci a tentare la strada dell'industria alla prova dei fatti si rivelano illusorie. I primi esercizi sociali sono assai problematici e arrivano a mettere in forse la tenuta stessa della ditta, che sopravvive grazie alla tenacia del giovane Grondona, divenuto nel frattempo unico proprietario, e a un prestito di 60.000 lire da parte del cognato Giovanni Noseda. Nel 1856, reduce da un viaggio di studio in Francia, dove visita gli impianti di alcuni dei maggiori costruttori di materiale ferroviario, Grondona conclude un contratto con la Società delle Strade ferrate lombardo-venete e dell'Italia centrale per la fornitura di vagoni. Decide quindi che è giunto il momento di dare un assetto più stabile alla sua azienda e nel maggio 1857 costituisce la Grondona, Miani e Zambelli, con un capitale di 40.000 lire, per oltre due terzi sottoscritto da Zambelli, a cui viene assegnata la direzione amministrativa della società, mentre quelle tecnica e commerciale sono delegate rispettivamente a Miani e Grondona.
L'inizio della guerra del 1859 si rivela propizio per l'azienda, che entra in rapporto con l'amministrazione militare, alla quale, dal 1860 al 1866, fornisce affusti per cannoni, cucine da campo, carri ambulanza e carriaggi da munizione. Questo allevia solo in parte il problema strutturale di una domanda molto fluttuante, data anche la tendenza della Società per le Ferrovie dell'Alta Italia a privilegiare i fornitori esteri rispetto a quelli italiani. La discontinuità delle commesse si rifletteva sulla conduzione aziendale, impedendo a Grondona di sviluppare una strategia di crescita fondata sui grandi volumi e sulla specializzazione del lavoro.
All'inizio degli anni settanta del XIX secolo, lo stabilimento dà lavoro a 300 operai, con un fatturato annuo attorno a 1.400.000 lire, a fronte di un capitale fisso di 300.000 e di uno mobile di 280.000. A chiusura del decennio Grondona, nel rivendicare i traguardi raggiunti, denuncia le discriminazioni a cui la politica governativa lo sottopone rispetto ai concorrenti esteri – a causa dei dazi –, e a quelli nazionali, come le officine di Pietrarsa, sussidiati dall'erario. Malgrado queste continue difficoltà, l'impresa cresce ed è ormai in grado di compiere tutte le fasi della lavorazione dei vagoni al proprio interno, dipendendo da fornitori esterni solo per molle e ruote.
L'Esposizione Nazionale di Milano del 1881 consacra definitivamente la fama della società. Complessivamente, in quasi quarant'anni di attività, sono usciti dallo stabilimento di via Melchiorre Gioia più di 10.000 veicoli, di cui due terzi vetture e il resto carri merci. I risultati sono frutto soprattutto dell'intuizione di Grondona, che nei primi anni Quaranta non aveva esitato a puntare sulla costruzione dei vagoni, anziché limitarsi alle sole carrozze, e alla metà degli anni Settanta comprende che l'espansione delle tramvie suburbane può essere l'occasione per non dipendere esclusivamente delle commesse delle società ferroviarie. Nel 1876 la fornitura delle prime carrozze a due piani alla Società degli omnibus di Milano rappresenta l'inizio di una travolgente ascesa. In breve nessuna ditta è in grado di competere con la Grondona in questo settore; l'affermazione è coronata nel 1880 dalla concessione di un brevetto per la costruzione di vagoni per le ferrovie economiche.
In seguito al ritiro dei soci – Zambelli, perché pago dei dividendi accumulati, e Miani, desideroso di sfruttare l'esperienza accumulata per avviare una nuova impresa in proprio –, Grondona deve riorganizzare la compagine sociale e la struttura organizzativa della sua azienda. Assicuratasi la collaborazione tecnica dell'ingegner Antonio Comi, presto associato alla ditta, lascia la direzione dell'officina al figlio Alfonso che, obbedendo ai convincimenti paterni, si era formato direttamente nella pratica, trascorrendo tutto il suo tempo nello stabilimento.
In realtà, malgrado il successo economico e i molti attestati e riconoscimenti, avvicinandosi la fine del secolo, la Grondona mostra evidenti limiti. L'organizzazione produttiva continua ad essere penalizzata dall'incerto andamento della domanda, talché la manodopera passa da alcune centinaia di persone a poche decine, come accade nel 1891, nel pieno di una grave crisi dell'industria meccanica milanese. Così, ormai avanti negli anni e forse temendo di non avere nel figlio un valido erede, Grondona non imbocca la via della diversificazione, rinunciando alla costruzione di locomotive. Non compiere questo passaggio significa condannarsi a rimanere ai margini del mercato delle commesse ferroviarie, con un'impresa grande, ma troppo piccola per essere realmente competitiva nel nuovo secolo. Posta in liquidazione nel 1899, la società viene incorporata dalle Officine Meccaniche, erede della Miani e Silvestri, un grande complesso industriale con un capitale sociale di 7.000.000 di lire.
Grondona, pur sedendo nel Consiglio di amministrazione della nuova società, si ritira di fatto a vita privata. Muore nella sua villa di Lesmo nell'estate del 1902. Non aveva ricoperto incarichi di prestigio né aveva avuto cariche onorifiche. Il suo impegno pubblico si era limitato al consiglio comunale, nel quale aveva rappresentato per alcuni anni gli abitanti degli ex Corpi Santi, aggregati alla città nel 1873, preferendo per il resto dedicarsi alla vita della sua parrocchia in qualità di fabbriciere e ad attività benefiche (consigliere degli Asili infantili suburbani e del Patronato centrale di temperanza con Sezione accattonaggio).

## Opere
- (IT, FR, EN, ES, DE) Felice Grondona, Centro italiano di storia ospitaliera, Assistenza ospitaliera a Milano e Brescia nella campagna del 1859, Atti del primo congresso europeo di storia ospitaliera, Reggio Emilia, 6-12 giugno 1960, Rocca San Casciano, Arti Grafiche Cappelli, 1962.